# Heinrich Müller (voetballer)
Heinrich ("Wudi") Müller (13 mei 1909 – 5 april 2000) was een Oostenrijks voetballer en voetbalcoach.
Müller speelde van 1921 tot 1935 bij Wiener AC waarmee hij in 1931 de Beker van Oostenrijk won en waarmee hij de finale van de Mitropa Cup haalde die verloren ging tegen First Vienna FC. In 1935 ging hij bij MTK Boedapest spelen waarmee hij in 1936 en 1937 Hongaars kampioen werd. In 1940 ging hij naar FK Austria Wien waar hij tot 1947 zou spelen. Tussen 1932 en 1933 speelde hij als aanvallende middenvelder vijf keer voor het Oostenrijks voetbalelftal en scoorde daarbij vier doelpunten.
Aan het einde van zijn spelersloopbaan werd hij vanaf 1946 ook speler/trainer bij Austria Wien. Als trainer won hij met Austria het Oostenrijks kampioenschap in 1949, 1950 en 1953 en de beker in 1948 en 1949. Müller ging naar Nederland waar hij in 1956 eenmaal bondscoach was van het Nederlands voetbalelftal (3-2-overwinning op Zwitserland). Van 1956 tot 1963 was hij trainer van Willem II. Na een periode bij AEK Athene werd hij in 1964 wederom een seizoen trainer bij Austria. Daar maakte hij nog een comeback als trainer in het seizoen 1971/72.